# よろしく!センパイ
『よろしく!センパイ』は、2004年1月5日から4月2日までテレビ東京・テレビ北海道で放送されていた深夜の10分間の帯番組である。平日（月曜深夜〜金曜深夜）の24:50からの放送であることが多かった（テレビ東京）。テレビ東京系深夜・ミニ帯番組 シリーズの8代目の番組になる。

## 番組概要
Berryz工房のメンバーを中心としたハロー!プロジェクト・キッズがさまざまな試練を与えられる中で成長する姿を描くドキュメンタリー。

## 出演者
- ハロー!プロジェクト・キッズ

清水佐紀・嗣永桃子・徳永千奈美・須藤茉麻・夏焼雅・石村舞波・熊井友理奈・菅谷梨沙子・梅田えりか・矢島舞美・村上愛・中島早貴・鈴木愛理・岡井千聖・萩原舞

## DVD
Berryz工房成長記「よろしく! センパイ」
放送終了後1年以上してからファンクラブ限定で発売された。内容は放送の中から選ばれたシーンのみを収録してある一方で放送終了後のBerryz工房の追跡ドキュメント（2005年3月30日発売の6thシングル「スッペシャル ジェネレ〜ション」まで）も入っている。

## スタッフ
- 企画：橋山厚志、瀬戸由紀男
- 編集：渡辺正宏（e-naスタジオ）
- 音効：久坂恵紹（戯音工房）
- AD：佐々木誠・三宅康仁（ともにエス・エス・エム）
- 演出：野中哲也
- プロデューサー：両角誠（エス・エス・エム）